# Witwen-Drückerfisch
Der Witwen-Drückerfisch (Melichthys vidua), auch Rotschwanz-Drückerfisch genannt, lebt im westlichen Indopazifik von Ost- und Südafrika (Durban) bis Hawaii, den Marquesas, Tuamotu, nördlich bis zum südlichen Japan und südlich bis zum südlichen Great Barrier Reef und Neukaledonien. Er kommt in lockeren Verbänden in Außenriffen mit einer reichen Fauna von Wirbellosen und starkem Korallenbewuchs in Tiefen von vier bis 60 Metern vor. 

## Lebensweise
Witwen-Drückerfische ernähren sich vorwiegend von freitreibenden, abgerissenen Algen und Detritus, aber auch von Krebstieren, Kopffüßern, Schwämmen und kleineren Fischen. Die Fortpflanzung ist weitgehend unbekannt. Die pelagische Phase der Jungfische ist sehr lang. Sie gehen erst halbwüchsig, bei einer Länge von 13 bis 14 Zentimeter zum riffgebundenen Leben über.

## Merkmale
Charakteristisch für den Witwen-Drückerfisch sind die weißlich, durchsichtigen und schwarz umrandeten Rücken- und Afterflosse, sowie die in der hinteren Hälfte rosafarbene Schwanzflosse. Ihre Körperfarbe ist grünlich, Brustflossen und Maulregion sind gelblich. Die Fische werden 35 Zentimeter lang.
Flossenformel: Dorsale III/31–35, Anale 28–31